# JOVO
JOVO（ジョヴォ）は、ロックバンドcuneのギタリスト生熊耕治により結成された日本の4人組バンド。コンセプトは3031年未来から来た未来人。2013年に松隈ケンタが発足したインディーズレーベルSCRAMBLE RECORDSよりデビュー。2015年活動休止。

## 概要
ロックバンドcuneのギタリスト生熊耕治が率いるプロジェクトJOVO。メンバーはMID、ビリーシー、生熊ギャラガー(生熊耕治)、Bruckyの4人で構成される新世代のパーティーロックプロジェクト。
“1000年後の未来からやってきた、笑顔で未来をつなぐタイムマシーン”をテーマにした、奇抜なヴィジュアルと前衛的で遊び心満載のカラフルなポップ・サウンドが特徴。ヴォーカルMIDのチャイルディッシュでノスタルジックな言葉とメロディは「絵本から飛び出してきたような世界」と評され、お遊び心満載のカラフルサウンドに仕上がっている。2009年に本格的に始動。無料配布CDなどを発表した後、2011年、1stマキシ・シングル「jetron」を発表。2013年7月、1stアルバム『GALACTICA』をリリース。
JOVO造という関西弁を話すキャラクターがおり、コンサート（JOVO ではライヴの事をコンサートという）のMCで登場する。
2015年8月、JOVOの活動を11/7のワンマンライブを最後に休止することを発表。

## メンバー

### 現メンバー
MID（ミッド）
ヴォーカル担当。3031年未来から来た紅の未来人。
JOVO休止後はボーカル・ドラムのユニットNo.528（ナンバーゴーニーハチ）で活動、No.528は2021年7月解散。
ビリーシー
ベース担当。
生熊Gallagher（ギャラガー）
ギター担当。cuneのギタリスト生熊耕治の子孫という設定。
Brucky（ブルッキー）
ドラム担当。

### 元メンバー
赤パン先生
ギター担当。2010年5月11日に脱退。

## 来歴

### 2012年
- 6月23日 「ちょうふ音楽祭2012 LIVE PLUS+」に出演[10]。

### 2013年
- 4月14日 「SPACE MUSIC TOUR vol.6!!」渋谷O-Crest。JOVO主催イベント[3]。
- 5月24日 「サウンドスクランブル」渋谷club asia。（SCRAMBLE RECORDSの定期イベント）に出演[11]。
- 6月20日 「サウンドスクランブル2」渋谷チェルシーホテル。出演[12]。
- 6月21日 「Glowlamp×下北沢ReG presents『下北沢Music Ch.』」下北沢ReG。出演[13]。
- 7月3日　「『Departure』〜バビューーーーンでパーティーーー!!〜」渋谷O-CrestにてJOVO主催「GALACTICA」リリースイベント[14]。
7月9日　「音霊 OTODAMA SEA STUDIO 2013」音霊 OTODAMA SEA STUDIO。出演。
7月26日 「ROCK THE NIGHT AWAY vol.2」下北沢MOSAiC。出演。
- 8月15日 「サウンドスクランブル3」渋谷チェルシーホテル。出演[15]。
- 9月3日　「MY SONGS MY MUSIC」渋谷La.mama。出演。
 9月20日　「ヒップ☆アタック☆パニック!!」渋谷Star Lounge。出演。
- 10月13日 「MINAMI WHEEL 2013」（FM802主催イベント）Hiilsパン工場。出演[16]。
- 10月19日 「サウンドスクランブル4」渋谷チェルシーホテル。出演。
- 12月21日 「JOVO 〜ノスタルジア〜」渋谷BURROW。「ツインワンマンLIVE!! JOVOvsINPO」の第二部。出演[17]。

## ディスコグラフィー

### アルバム
1. GALACTICA (2013.7.3 DDCZ-1883)